# Svetlana Zacharova (löpare)
Svetlana Vladimirovna Zacharova (ryska: Светлана Владимиорна Захарова), född den 15 september 1970 i Tjuvasjien, Ryska SSR, är en rysk friidrottare som tävlar i maraton.
Zacharova genombrott kom när hon blev bronsmedaljör vid VM i Edmonton 2001. Hon deltog även vid VM 2003 då hon slutade nia. Hon blev nia även vid Olympiska sommarspelen 2004. Däremot slutade hon först på 22:a plats vid Olympiska sommarspelen 2008.
Förutom mästerskapsmeriterna har hon vunnit flera stora maratontävlingar. 2003 vann hon både Boston Marathon och Chicago Marathon.